# Niepebos

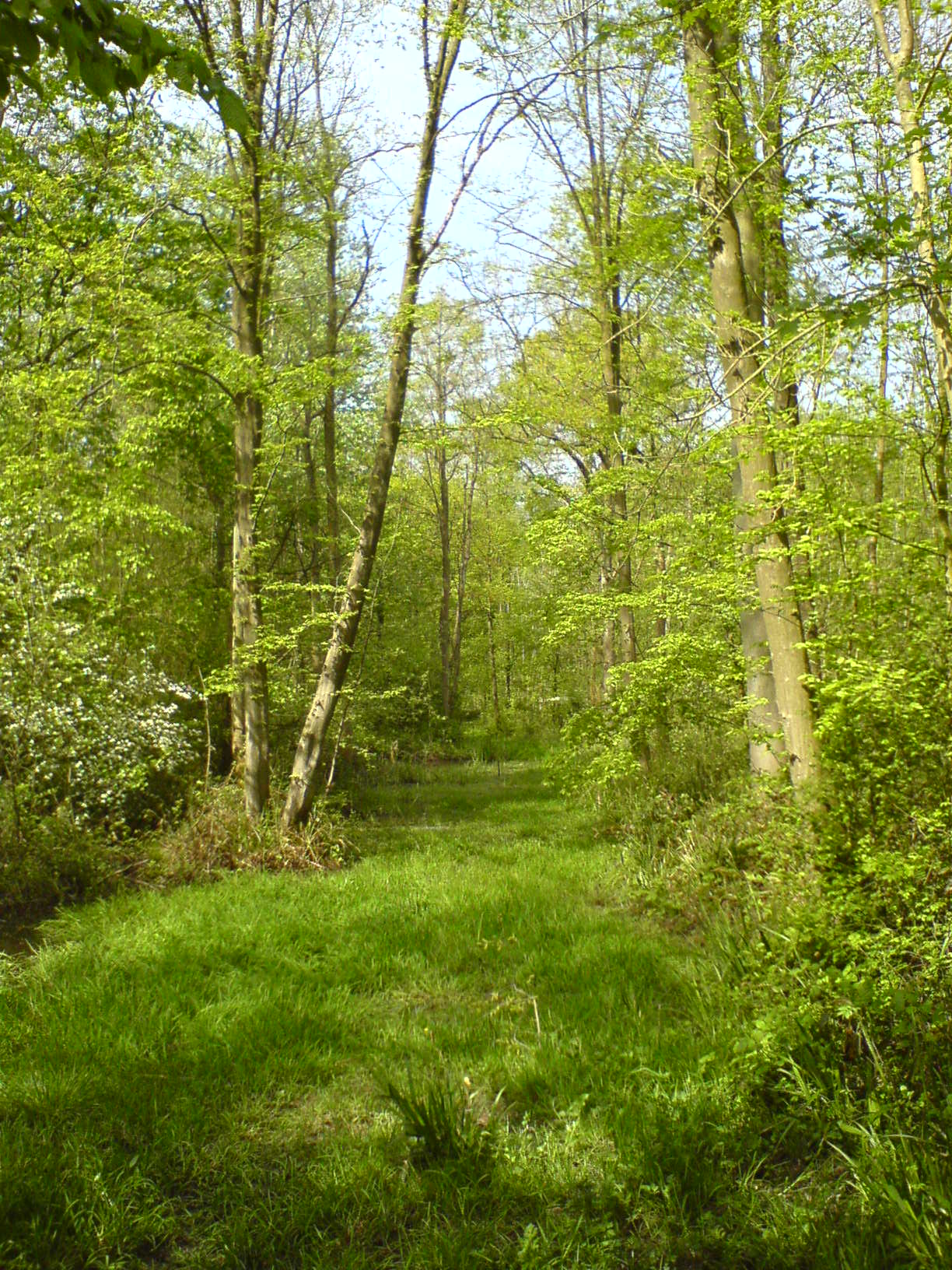
Het Niepebos

Het Niepebos (Frans: Forêt de Nieppe) is een bosgebied dat zich bevindt in het Franse Noorderdepartement, gelegen tussen Hazebroek en Saint-Venant.
Het Niepebos is een domeinbos van 2602 ha, gelegen in de laagvlakte van de Leie, met een hoogte die varieert tussen 15 en 19 meter. Door de lemige bodem bleef het tot in de jaren 70 van de 20e eeuw erg vochtig. Er waren zelfs waterlopen waarlangs het hout kon worden afgevoerd.

## Naam
De naam van dit bos is afgeleid van de naam van de inmiddels gekanaliseerde rivier de Niepe. Dit was een riviertje dat waarschijnlijk te of nabij Strazele (op 7 km ten noordoosten van Hazebroek) ontsprong en waarvan de benedenloop samenviel met die van de huidige Borrebeek, een linker zijriviertje van de Leie te Meregem. De naam van de plaats Niepkerke, gelegen op minder dan 4 km ten noordwesten van Armentiers, houdt verband met de naam van het Niepebos. Het Niepebos strekte zich namelijk eertijds denkelijk tot deze plaats uit..

## Geschiedenis
Het is een zeer oud bos, waar al vele eeuwen hout werd geoogst en gejaagd. Reeds Keizer Karel V heeft zich in 1519 met het beheer van het bos bezig gehouden, en ook daarna hebben de autoriteiten zich ermee bemoeid.
Tijdens de Eerste Wereldoorlog, tijdens de Vierde Slag om Ieper (1918) werd het bos verdedigd door Australische troepen om te verhinderen dat de Duitsers via dit bos Hazebroek zouden innemen. Tijdens de Tweede Wereldoorlog werden er in het bos door de Duitsers bunkers gebouwd, onder meer om V2's klaar te maken voor lancering. De oorlogen lieten ook bomkraters achter, die later in poelen zijn veranderd.

## Ecologie
De poelen zijn een biotoop voor amfibieën, waarvan een achttal soorten voorkomen. Er zijn twee soorten reptielen: hazelworm en levendbarende hagedis. Ook werden 23 soorten libellen waargenomen. Van de planten worden watertorkruid en waterviolier aangetroffen.
Het gebied is in percelen ingedeeld en het beheer is vooral gericht op de bevoordeling van inlandse eik, lijsterbes en vogelkers.